# (5838) Hamsun
(5838) Hamsun es un asteroide perteneciente al cinturón de asteroides, región del sistema solar que se encuentra entre las órbitas de Marte y Júpiter, descubierto el 29 de septiembre de 1973 por Cornelis Johannes van Houten en conjunto a su esposa también astrónoma Ingrid van Houten-Groeneveld y el astrónomo Tom Gehrels desde el Observatorio del Monte Palomar, Estados Unidos.

## Designación y nombre
Designado provisionalmente como 2170 T-2. Fue nombrado Hamsun en homenaje a Knut Hamsun, seudónimo de Knut Pedersen, novelista, dramaturgo, poeta y ganador noruego del Premio Nobel de Literatura en 1920. Logró su mayor éxito con su libro Sult (Hambre) en 1890. Entre otros trabajos más reconocidos se encuentran Crecimiento del suelo, Pan, Misterios y Victoria.

## Características orbitales
Hamsun está situado a una distancia media del Sol de 2,549 ua, pudiendo alejarse hasta 2,899 ua y acercarse hasta 2,199 ua. Su excentricidad es 0,137 y la inclinación orbital 14,36 grados. Emplea 1486,90 días en completar una órbita alrededor del Sol.

## Características físicas
La magnitud absoluta de Hamsun es 13,5. Tiene 4,882 km de diámetro y su albedo se estima en 0,355. 